# قصر زهران
قصر زهران قصر ملكي للعائلة الهاشمية في الأردن، اُتخذ مقرًا رسميًا ومكانًا للمناسبات والمراسيم الخاصة بالعائلة، شُيد القصر في منطقة اختيرت لتكون حيًّا دبلوماسيًا غرب عمّان عام 1957، ومع اتساع العمران، اختلطت المباني الحديثة بالسفارات وأحاطت بالقصر، وأصبحت منطقة القصر تُعرف بمنطقة زهران. يعتبر القصر الملكي الرابع إنشاءًا بعد قصر رغدان والقصر الصغير وقصر بسمان.

## مناسبات
استضاف القصر العديد من الأحداث والمناسبات، منها:
- حفل زفاف الملك عبد الله الثاني بن الحسين وملكة الأردن رانيا العبدالله في يونيو 1993.[3]
- حفل زفاف الأمير حمزة بن الحسين على الأميرة نور بنت عاصم في مايو 2004.[4][5]
- استقبال الملك الراحل الحسين بن طلال لشاه بلاد فارس (إيران) عام 1959.[6]
- مراسم عقد قران الأمير الحسين ورجوة آل سيف في 1 يونيو 2023.[7]

## أنظر أيضًا
- قصر الحسينية
- قصر المصلى
- قصر الندوة
- قصر بسمان
- قصر رغدان